# Letcher County
Letcher County är ett administrativt område i delstaten Kentucky, USA, med 24 519 invånare. Den administrativa huvudorten (county seat) är Whitesburg. 

## Geografi
Enligt United States Census Bureau så har countyt en total area på 878 km². 878 km² av den arean är land och 0 km² är vatten. 

### Angränsande countyn

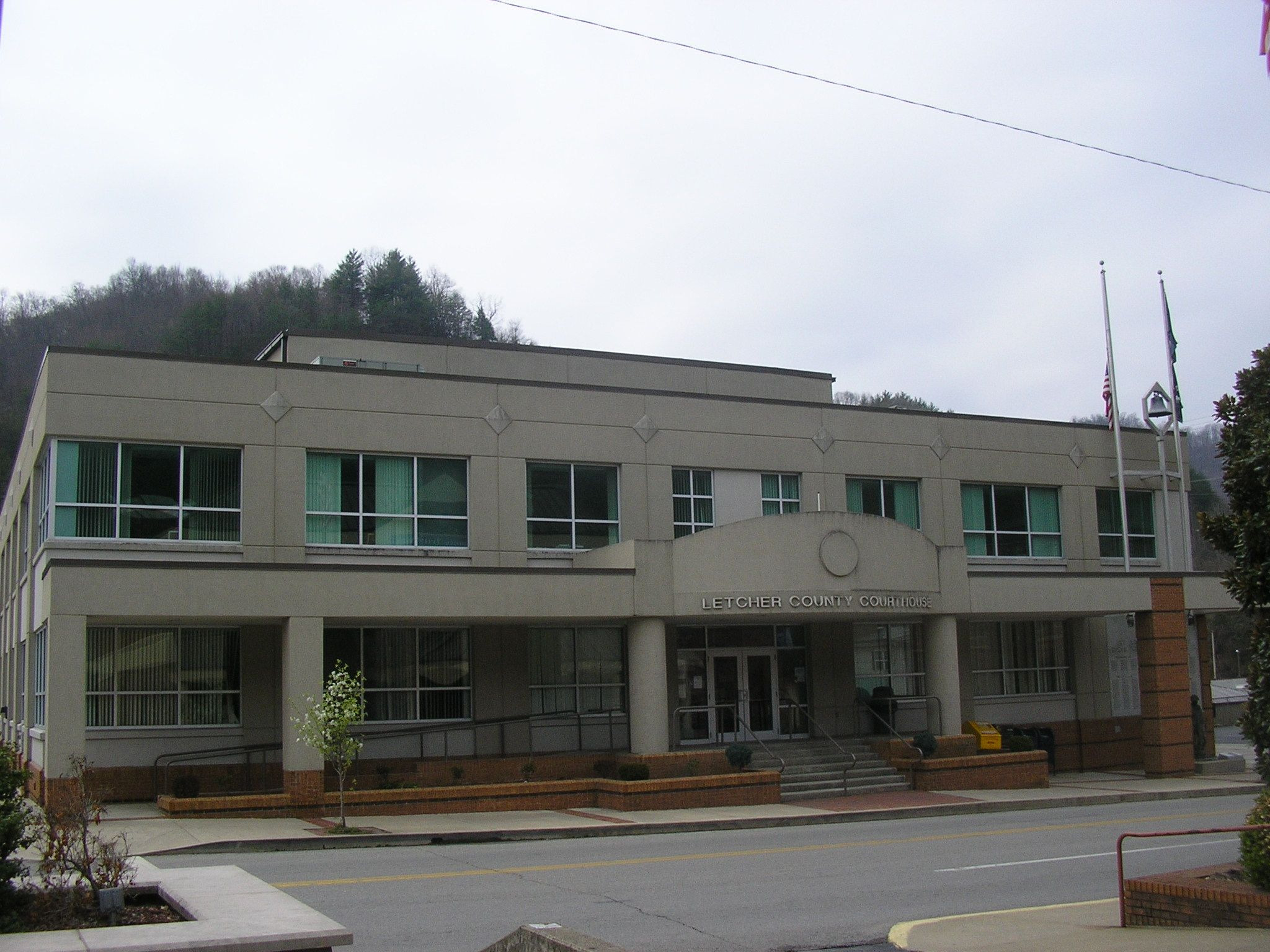
Letcher County courthouse i Whitesburg.

- Knott County - nordväst
- Pike County - nordost
- Wise County, Virginia - sydost
- Harlan County - söder
- Perry County - sydväst